# Ruiny Kościoła Mariackiego w Kostrzynie nad Odrą
Ruiny Kościoła Mariackiego w Kostrzynie nad Odrą – dawny ewangelicki kościół parafialny znajdujący się na terenie Starego Miasta w Kostrzynie nad Odrą, w województwie lubuskim.
Kościół był drugim dominującym budynkiem Starego Miasta, obok zamku. Wybudowany w 1396 roku, został dwukrotnie przebudowany: w XVI wieku i w 2 połowie XVIII wieku, dzięki czemu zyskał cechy późnego baroku. Od czasów reformacji był w posiadaniu luteran. W 1945, podczas walk o miasto, uległ spaleniu, następnie w latach sześćdziesiątych XX wieku rozebrany. Do dziś zachowały się zarysy murów świątyni wraz z jego posadzką, a także część krypt.

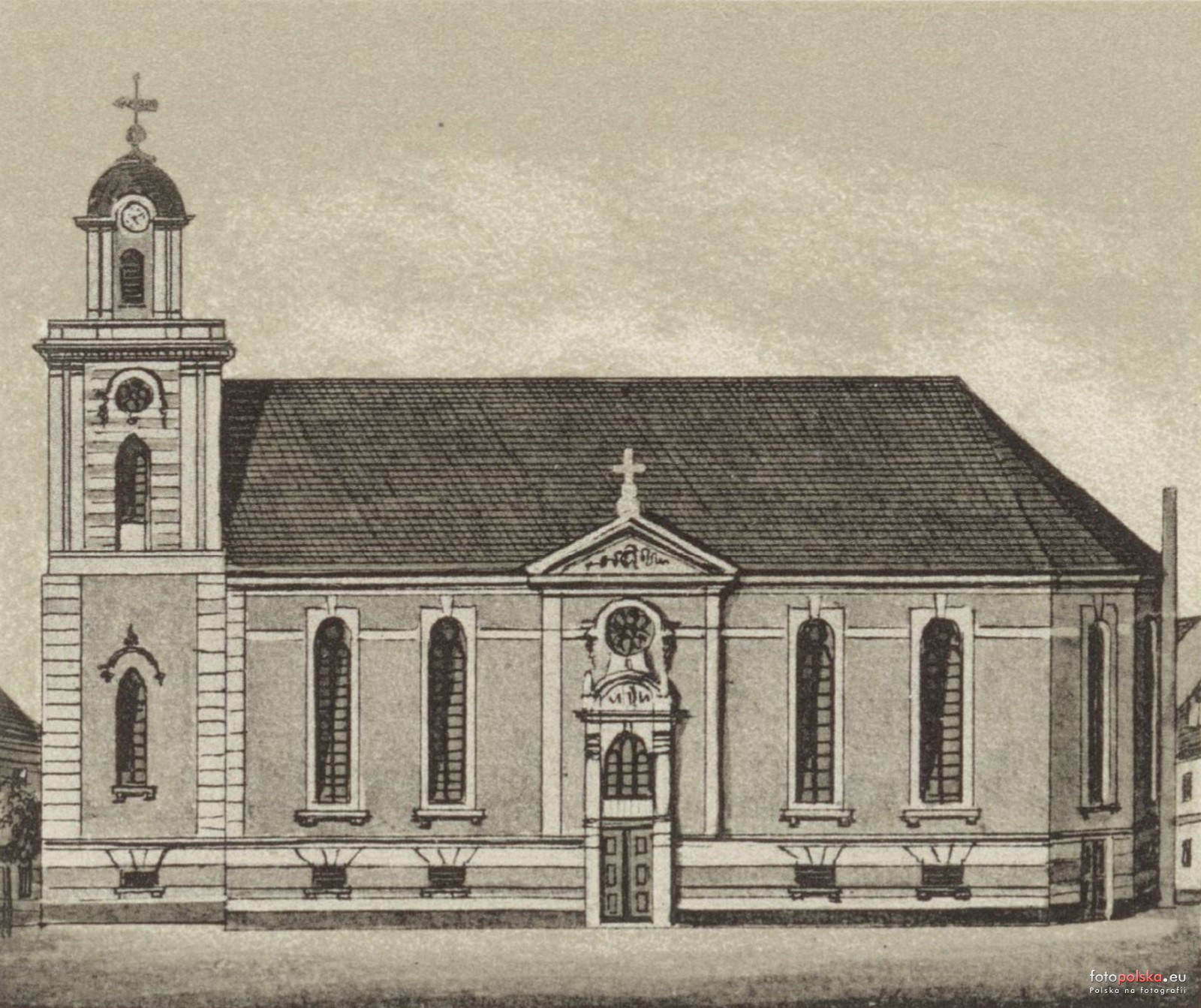
Kościół Mariacki w Kostrzynie nad Odrą (widok z 1893 r.)